# トレイサー作戦
トレイサー作戦 (英: Operation Tracer) とは、1941年6月13日から15日にイギリス海軍のH部隊により実行されたマルタへのハリケーン戦闘機の輸送作戦。
参加艦艇は以下の通りである
- 空母：アーク・ロイヤル、ヴィクトリアス
- 巡洋戦艦：レナウン（旗艦）
- 駆逐艦：フォークナー、フィアレス、フォアサイト、フォレスター、フォックスハウンド、ヘスペルス、ウィシャート

6月14日、バレアレス諸島南西で2隻の空母から47機のハリケーンが4機のハドソンに護衛されてマルタへ向かった。1機が墜落しもう1機がアフリカへ向かったが、残りは無事マルタに到着した。